# Asamblea Legislativa de Rodesia del Sur
La Asamblea Legislativa de Rodesia del Sur fue la legislatura unicameral de Rodesia del Sur entre 1924 y 1970.

## Trasfondo
En 1898 fue creado el Consejo Legislativo de Rodesia del Sur, el primer órgano legislativo representativo electo en Rodesia del Sur. Gran parte de las de decisiones relativa a la administración de Rodesia del Sur las tomaba la Compañía Británica de Sudáfrica (BSAC). Cuando el Gobierno de la Compañía en Rodesia llegó a su fin en 1923, y se logró el gobierno responsable, el Consejo Legislativo fue reemplazado por la Asamblea Legislativa. Según la constitución de 1924, también se establecería una Cámara Alta con el nombre de Consejo Legislativo, pero nunca se estableció, lo que dejó a la Asamblea Legislativa como una legislatura unicameral.

## Requisitos para votar
Siguiendo el modelo de la Cámara de los Comunes en Reino Unido, la Asamblea tenía limitaciones impuestas a sus poderes legislativos, ya que la Corona británica se reservaba el derecho a bloquear la legislación y permitir que solo se discutiera en el Parlamento la legislación sobre asuntos internos.
La patente real que otorgó a la colonia el derecho al autogobierno en 1923 no modificó los requisitos para votar ya existentes. La ley disponía que los votantes debían haber residido en Rodesia del Sur durante, al menos, 6 meses y tener la capacidad de completar el formulario de reclamación para el registro electoral, y escribir, a partir de un dictado, 50 palabras en inglés. Además, los votantes tenían que cumplir con uno de los tres criterios para medir su capacidad económica: Ocupar una propiedad de un valor mínimo de £ 150 en su distrito electoral o poseer un reclamo minero registrado dentro de la colonia (Si se cumplía con este requisito no era necesario residir en Rodesia del Sur) o recibir un salario anual de, por lo menos,  £ 100 en la colonia.

## Procedimiento electoral
No se modificó el procedimiento electoral básico que siguió siendo el escrutinio mayoritario uninominal mediante el sistema de correos, emitido en voto secreto.

## Sistema electoral
La patente real estableció que la Asamblea Legislativa estaría conformada por 30 miembros para reestructurar los 15 distritos electorales existentes que habían sido establecidos el año anterior para las elecciones al Consejo Legislativo, enviando cada uno 2 representantes. Por lo tanto, los votantes tenían derecho a dos votos. Hasta 1961, técnicamente no hubo una restricción que recortara el derecho de los nativos africanos a votar, pero el requisito de una alta capacidad económica aseguró que pocos pudieran votar. Esto cambió en 1958, cuando se creó una lista especial para votantes africanos, aunque los africanos solo tenían derecho a elegir 15 miembros a la Asamblea, mientras que los colonos tenían derecho a elegir 50 miembros.

## Resultados de las elecciones

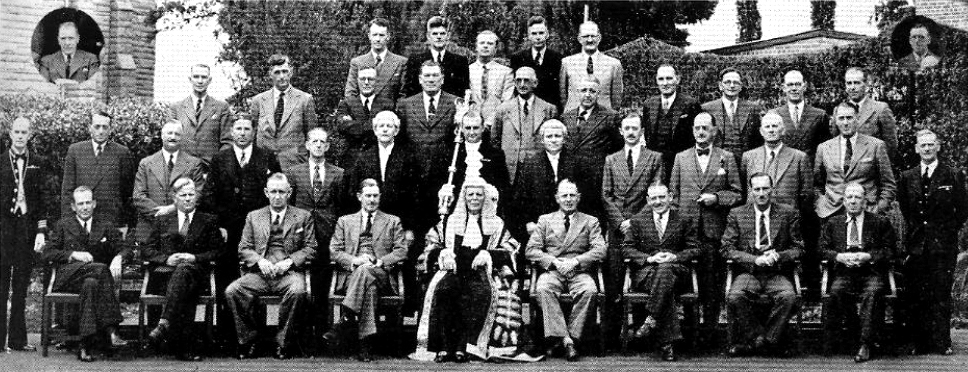
Fotografía oficial de la séptima Asamblea Legislativa de Rhodesia del Sur en 1948.

La siguiente tabla enlista, de manera general, los resultados de las elecciones a la Asamblea Legislativa: 
| 1.er | 29 de abril de 1924      |                                      |    |
| 1.er | 29 de abril de 1924      | Partido de Rodesia                   | 26 |
| 1.er | 29 de abril de 1924      | Independiente                        | 4  |
| 2.º  | 19 de septiembre de 1928 |                                      |    |
| 2.º  | 19 de septiembre de 1928 | Partido de Rodesia                   | 22 |
| 2.º  | 19 de septiembre de 1928 | Partido Progresista                  | 4  |
| 2.º  | 19 de septiembre de 1928 | Partido Laborista                    | 3  |
| 2.º  | 19 de septiembre de 1928 | Independiente                        | 1  |
| 3    | 6 de septiembre de 1933  |                                      |    |
| 3    | 6 de septiembre de 1933  | Partido Reformista                   | 16 |
| 3    | 6 de septiembre de 1933  | Partido de Rodesia                   | 9  |
| 3    | 6 de septiembre de 1933  | Partido Laborista                    | 5  |
| 4    | 7 de noviembre de 1934   |                                      |    |
| 4    | 7 de noviembre de 1934   | Partido Unido                        | 24 |
| 4    | 7 de noviembre de 1934   | Partido Laborista                    | 5  |
| 4    | 7 de noviembre de 1934   | Partido Reformista                   | 1  |
| 5    | 14 de abril de 1939      |                                      |    |
| 5    | 14 de abril de 1939      | Partido Unido                        | 23 |
| 5    | 14 de abril de 1939      | Partido Laborista                    | 7  |
| 6    | 25 de abril de 1946      |                                      |    |
| 6    | 25 de abril de 1946      | Partido Unido                        | 13 |
| 6    | 25 de abril de 1946      | Partido Liberal                      | 12 |
| 6    | 25 de abril de 1946      | Partido Laborista                    | 3  |
| 6    | 25 de abril de 1946      | Partido Laborista de Rodesia del Sur | 2  |
| 7    | 15 de septiembre de 1948 |                                      |    |
| 7    | 15 de septiembre de 1948 | Partido Unido                        | 24 |
| 7    | 15 de septiembre de 1948 | Partido Liberal                      | 5  |
| 7    | 15 de septiembre de 1948 | Partido Laborista                    | 1  |
| 8    | 27 de enero de 1954      |                                      |    |
| 8    | 27 de enero de 1954      | Partido de Rodesia Unida             | 26 |
| 8    | 27 de enero de 1954      | Independiente                        | 2  |
| 8    | 27 de enero de 1954      | Laborista independiente              | 1  |
| 8    | 27 de enero de 1954      | Partido de Rhodesia Independiente    | 1  |
| 9    | 5 de junio de 1958       |                                      |    |
| 9    | 5 de junio de 1958       | Partido Federal Unido                | 17 |
| 9    | 5 de junio de 1958       | Partido del Dominio                  | 13 |
| 10   | 14 de diciembre de 1962  |                                      |    |
| 10   | 14 de diciembre de 1962  | Frente de Rhodesia                   | 35 |
| 10   | 14 de diciembre de 1962  | Partido Federal Unido                | 29 |
| 10   | 14 de diciembre de 1962  | Independiente                        | 1  |
| 11   | 7 de mayo de 1965        |                                      |    |
| 11   | 7 de mayo de 1965        | Frente de Rhodesia                   | 50 |
| 11   | 7 de mayo de 1965        | Partido Nacional del Pueblo          | 10 |
| 11   | 7 de mayo de 1965        | Independiente                        | 5  |